# 백문오
백문오는 대한민국의 군인이다. 대령 때 KLO부대에서 활동했던 첩보/유격대원들을 모아 1958년 4월 1일, 첫 번째 지휘관으로써 제1전투단 "7725부대"를 창설하였다.
이후, 4월 15일 일본 오키나와에 있는 미국 육군 특수부대인 제1특전단으로 창설요원들을 파견하여 공수교육과 특수전 교육을 위탁교육 받았다. 이듬해 1959년에 제1공수특전단 (1st Special Forces Group)으로 개칭되었다.
제1공수특전여단(第一空輸特戰旅團, 영어: 1st Special Forces Brigade) "독수리부대"는 대한민국 육군 특전사 소속 부대들 중 첫 번째로 만들어진 특수작전 부대이다.
백규현은 2022년 대한민국 제1공수특전여단을 제대하였다.